# Países Baixos Espanhóis
```
   |-
       |
Erro:
:  
valor não especificado para "
nome_comum
"
```

Países Baixos Espanhóis eram os Países Baixos Habsburgos governados pela ramificação espanhola dos Habsburgos de 1554 até 1714. Eles eram um conjunto de estados do Sacro Império Romano na região dos Países Baixos mantidos em união pessoal com a coroa espanhola (Também chamada Espanha Habsburga). Essa região compreendia a maior parte dos atuais Luxemburgo e Bélgica, como também partes do Norte da França, sul dos atuais Países Baixos e oeste da Alemanha com a capital sendo em Bruxelas.
Os feudos imperiais dos antigos Países Baixos borgonheses haviam sido herdados pela casa austríaca de Habsburgo da extinta casa de Valois-Borgonha após a morte de Maria de Borgonha em 1482. As Dezessete Províncias formaram o núcleo dos Países Baixos Borgonheses, os quais passaram para a Espanha Habsburga depois da abdicação do imperador Carlos V em 1556. Quando parte dos Países Baixos se separaram para formar a República das Sete Províncias Unidas dos Países Baixos em 1581, a parte remanescente da área continuou sob domínio espanhol até a Guerra de Sucessão Espanhola

## História
A administração comunitária dos feudos holandeses, centrada no Ducado de Brabant, já existia sob o domínio do duque da Borgonha, Filipe o Bom com a implementação do Estatuder e a primeira convocação dos Estados Gerais dos Países Baixos em 1464. Sua avó Mary tinha confirmado uma série de privilégios aos estados através do Grande Privilégio assinado em 1477. Após a tomada do governo por seu marido Arquiduque Maximiliano I da Áustria, os estados insistiram nos seus privilégios, culminando em uma revolução em Hook e nas revoltas flamengas. Maximiliano prevaleceu com o apoio de Filipe I de Castela, o Belo, marido de Joana I de Castela, pode assumir o controle sobre os Países Baixos Espanhóis em 1493.
Filipe, como também seu filho e sucessor Carlos V, mantiveram o título de Duque da Borgonha, em referência à herança da Borgonha, principalmente os Países Baixos e o Franco Condado da Borgonha dentro do Sacro Império Romano. Os Habsburgos costumavam usar o termo Borgonha para se referir as terras hereditárias (Por exemplo: em nome do Círculo Borgonhes Imperial em 1512) até 1795, quando os Países Baixos Austríacos foram perdidos para a República Francesa. O governador-geral dos Países Baixos era responsável a posse borgonhesa nos Países Baixos. Carlos V nasceu e cresceu nos Países Baixos e costumava ficar nos Palácio Coudenberg em Bruxelas.
Através da Pragmática Sanção de 1549, Carlos V declarou que as Dezessete Províncias eram um domínio Habsburgo unidas e indivisíveis. Entre 1555 e 1556, A casa dos Habsburgos dividiu-se em um ramo Austríaco-alemão e outro espanhol, como consequência da Abdicação de Carlos. Os Países Baixos foram deixados para seu filho Filipe II da Espanha, enquanto seu irmão o sucedeu como Imperador do Sacro Império Romano. As Dezessete Províncias, de jure continuava sendo um feudo do Sacro Império Romano, a partir desse momento de facto era controlada pelo ramo espanhol dos Habsburgos como parte da herança borgonhesa.

## Guerra dos 80 anos
As severas medidas de contrarreforma de Filipe provocaram a revolta neerlandesa Nos Países Baixos de maioria calvinista, que levaram ao início da Guerra dos 80 anos em 1568. Em janeiro de 1579, as sete províncias do norte formaram a União Protestante de Utrecht, que declarou independência do ramo espanhol dos Habsburgos formando a República das Sete Províncias Unidas dos Países Baixos com a Ata de Abjuração em 1581. O ramo espanhol dos Habsburgos só pode manter o controle sobre o sul dos Países Baixos, parcialmente católico, concluído após a queda de Antuérpia em 1585.
Melhores tempos vieram, quando em 1598  os Países Baixos Espanhóis passaram para a filha de Filipe, Isabel Clara Eugenia e seu marido Arquiduque Alberto VII da Áustria. O governo do casal trouxe um período de paz, muito necessária, e estabilidade econômica, o qual estimulou desenvolvimento de uma cultura no sul dos Países Baixos e consolidou a autoridade da Casa dos Habsburgos reconciliando sentimentos antiespanhóis.
No começo do século XVII, existia uma corte florescente em Bruxelas. Junto aos artistas que emergiram na corte dos Arquiduques, como eram conhecidos, estava Peter Paul Rubens. Durante o governo de Isabella e Albert, os Países Baixos Espanhóis na verdade tinham independência formal da Espanha, mas sempre não-oficialmente dentro da esfera de influência espanhola. Com a morte de Albert em 1621, as províncias voltaram a serem controladas pela Espanha, embora Isabel, sem filhos, permanecesse como governante até sua morte em 1633.
As guerras fracassadas destinadas a recuperar o norte dos Países Baixos significaram perda significativa de territórios no norte (ainda muito católicos), perda que foi consolidada em 1648 na Paz de Vestfália, e dado ao peculiar status inferior das Terras das Generalidades (governadas conjuntamente pela República, não admitidas como províncias-membros): Flanders Zelandesa (sul do rio Scheldt), a atual província holandesa de Noord-Brabant e Maastricht (atualmente a província holandesa de Limburg).

## Conquistas Francesas
Como o poder do ramo espanhol dos Habsburgos diminuiu nas últimas décadas do século XVII, os territórios dos Países Baixos sobre controle Habsburgo foram repetidamente invadidos pela França, uma parte crescente do território ficou sob controle francês ao longo de sucessivas guerras. Pelo Tratado dos Pirenéus de 1659 a França anexou Artois e Cambrai, e Dunquerque foi cedida aos Ingleses. Através do Tratado de Aix-la-Chapelle (final da Guerra de Devolução de 1668) e o Tratado de Nijmegen (final da Guerra Franco-Holandesa em 1678), mas território até à atual fronteira franco-belga foi cedido, incluindo Wallon Flanders, como também metade do condado de Hainaut (incluindo Valenciennes). Depois, na Guerra de Reuniões e na Guerra dos Nove Anos, a França anexou outras partes da região.
Durante a Guerra de Sucessão Espanhola, em 1706 os Países Baixos Habsburgos se tornaram um condomínio Anglo-Holandês durante o restante do conflito. Pelos tratados de paz de Utrecht e Rastatt em 1713/14, o sul dos Países Baixos voltaram à Monarquia Habsburga Austríaca formando os Países Baixos Austríacos.

## Províncias
A partir de 1581, os Países Baixos Habsburgos consistiram nos seguintes territórios, todos partes da atual Bélgica:
1. O Ducado de Brabante exceto por parte do Brabante do Norte, parte das Terras de Generalidade da República das Sete Províncias Unidas dos Países Baixos em 1648, incluindo o antigo Mangraviate da Antuérpia (agora principalmente Bélgica e parte da Holanda);
2. O Ducado de Limburg, exceto por Limburg dos estados parte das Terras da Generalidade Holandesa a partir de 1648;
3. O Ducado de Luxembrugo, um Estado soberano a partir de 1815 (partes  da atual Bélgica, França e Alemanha);
4. A parte superior do Ducado de Guelders (atual Países Baixos e Alemanha: A área em torno de Venlo e Roermond, na ataul província Holandea de Limburg, e a cidade de Geldern no atual distrito alemão de Kleve;
5. O Condado de Artois cedido a França em 1659 pelo Tratado dos Pirenéus (agora na França);
6. O Condado da Flandres, exceto pela Flanders Zelandesa parte das Terras de Generalidade Holandês em 1648, Walloon Flanders cedida a França em 1678 pela Paz de Nijmegen (agora na Bélgica e Flanders Francês);
7. O Condado de Namur;
8. O Condado de Hainaut, parte sul com Vallenciennes cedido à França pela Paz de Nijmegan de 1678 (agora na Bélgica e França);
9. O Senhorio de Mechelen;
10. Tournoisis;
11. Arquidiocese de Cambrai, exceto a parte das Dezessete Províncias, incorporadas pelo Rei Filipe II em 1559, cedida à França em 1678 pela Paz de Nijmegen (agora França: aproximadamente o Departamento Norte e a metade norte de Pas-de-Calais).